# Юркевич, Фёдор Михайлович
Фёдор Михайлович Юркевич (бел. Фёдар Міхайлавіч Юркевіч; род. 6 февраля 2003, Могилёв) — белорусский футболист, защитник могилёвского «Днепра».

## Карьера
Воспитанник футбольной академии могилёвского «Днепра», откуда после расформирования клуба в 2019 году продолжил выступать за могилёвское «Дняпро». В начале 2020 года футболист стал игроком воссозданного могилёвского «Днепра». В скором времени футболист присоединился к тренировкам с основной командой могилевского клуба, а также подписал и свой первый профессиональный контракт. В начале 2021 года футболист отправился выступать за вторую команду клуба «Днепр-Юни», вместе с которой принимал участие в рамках Второй лиги. В начале 2022 года футболист присоединился к основной команде могилёвского клуба, вместе с которой начал подготовку к новому сезону. Дебютировал за клуб футболист 7 марта 2022 года в четвертьфинальном матче Кубка Беларуси против гродненского «Немана», выйдя на поле в стартовом составе. Дебютный матч в чемпионате футболист сыграл 17 апреля 2022 года против «Гомеля», выйдя на замену на 75 минуте. По итогу дебютного сезона футболист вместе с клубом завершил чемпионат на итоговом последнем месте, вылетев в Первую лигу. 
В начале 2023 года футболист приступил к подготовке к новому сезону с основной командой могилёвского клуба. Первый матч в новом сезоне футболист сыграл 2 апреля 2023 года против «Орши», выйдя на поле в стартовом составе. Первым результативным действием за клуб футболист отличился 7 мая 2023 года в матче против долбизновской «Нивы», отдав голевую передачу. По итогу сезона футболист вместе с клубом стал серебряным призёром Первой лиги. В сезоне 2024 года футболист вместе с клубом выступал в Высшей лиге, где заняли итоговое предпоследнее место. Дебютным забитым голом за клуб футболист отличился 2 мая 2025 года в матче против «Гомеля-2».